# سد کارواندر
سد کارواندر، یک سد بتنی غلتکی بر روی رودخانه کارواندر است که در ۷۰ کیلومتری جنوب غرب شهرستان خاش در استان سیستان و بلوچستان قرار دارد.
سد کارواندر با ۶۰ متر ارتفاع دارای ۳ مخزن است که ظرفیت ذخیره‌سازی ۵۸ میلیون متر مکعب را دارد. با توجه به آورد آب سالانه رودخانه کارواندر و تخصیص آب برای استفاده انسانی، سد کارواندر سالانه به صورت متوسط می‌تواند ۱۷ میلیون متر مکعب آب شرب و آب کشاورزی مردم منطقه را تأمین می‌شود.
اهداف اصلی از ساخت سد کارواندر تأمین آب شرب مورد نیاز مردم منطقه در دراز مدت، کنترل سیلاب، بهبود اراضی کشاورزی، جلوگیری از فرسایش خاک سر شاخه رود و جلوگیری از انتقال رسوب به پایین دست بوده‌است.
سد کارواندر با ارتفاع ۶۰ متر و حجم ذخیره آب ۵۸ میلیون متر مکعب به صورت سه مخزن ساخته می‌شود.

## انتقال آب سد به خاش
یکی از اهداف ساخت سد کارواندر، تأمین آب شهرستان خاش بوده‌است. کمبود آب در شبکه آبرسانی شهر خاش ۱۲۰ لیتر در ثانیه و برای شبکه آبرسانی ۸۳ روستای منطقه ۱۰۰ لیتر در ثانیه کمبود آب وجود دارد و همچنین با از دست رفتن منابع آب زیرزمینی موجود، انتقال آب از سد کارواندر برای شهر خاش و تعدادی از روستاهای بخش مرکزی در نظر گرفته شده‌است. خط انتقال آب سد کارواندر به خاش شامل ساخت یک آبگیر، خط انتقال به طول ۷۹ کیلومتر با لوله فولادی به ظرفیت حداکثر ۴۵۰ لیتر در ثانیه، یک تصفیه‌خانه به ظرفیت ۴۳۷ لیتر در ثانیه، سه باب ایستگاه پمپاژ و پنج مخزن ذخیره آب به ظرفیت ۲۱ هزار مترمکعب را تشکیل می‌دهد.
تأخیر چند ساله در اجرای خط انتقال آب سد کارواندر به خاش که موجب ایجاد مشکل فشار آب در این شهر شده بود اعتراض بزرگان محلی را در پی داشت. مولوی قلندرزهی، امام جمعه خاش در سال ۱۳۹۶ بیان کرد که مسئولان در مسئله آبرسانی از سد کارواندر به شهرستان خاش کوتاهی کردند.
در بهمن سال ۱۴۰۰ ساخت خط انتقال آب شروع شد.

### مخالفت‌ها با انتقال آب
از زمان قبل از ساخت سد کارواندر فعالان محیط زیست و مسئولان شهرستان‌های جنوب استان سیستان و بلوچستان، به خصوص نمایندگان شهرستان ایرانشهر، با انتقال آب رودخانه کارواندر و بمپور به شهر خاش و شرق استان مخالفت کرده‌اند. برای مخالفت با این موضوع چندین کارزان مردمی شکل گرفته‌است. در یکی از آن‌ها در شهریور سال ۱۴۰۱ با این ادعا که این طرح انتقال آب به خاش علاوه بر از بین بردن سفره‌های آب زیرزمینی، مشکلات محیط زیستی و اجتماعی زیادی را به دنبال خواهد داشت، از جانب مردم جنوب استان سیستان و بلوچستان درخواست توقف فوری پروژه انتقال آب کارواندر (سرچشمه رود بمپور) به شهرستان خاش شده بود در درخواست اینترنتی دیگری ادعا شده بود که در صورت اجرای انتقال آب سد کارواندر به خاش و مناطق اطراف، فاجعه زیست‌محیطی کل منطقه را در بر می‌گیرد و خشکسالی ایجاد شده در نتیجه انتقال آب از منطقه تیغ آب در ایرانشهر گرفته و تا جنوب کرمان و مهم‌ترین تالاب منطقه یعنی جازموریان را درگیر کرده و در معرض نابودی قرار خواهد داد.

### توقف ساخت
عبدالناصر درخشان، نماینده مردم ایرانشهر در مجلس از نشستی با حضور ایشان و معاون وزیر نیرو در امور آب و آبفا و مدیرعامل شرکت مدیریت منابع آب ایران در خصوص مشکلات ناشی از انتقال آب از کارواندر به خاش گفت و بیان کرد که تصمیم گرفته شده‌است که تا زمان اعلام نظر کارشناسان (دربارهٔ اشکالات انتقال آب) اجرای پروژه متوقف شود.
در اردیبهشت سال ۱۴۰۲ دوباره کار ساخت تصفیه خانه و خط لوله انتقال آب سد به خاش از سر گرفته شد.